# 증도초등학교 병풍도분교
증도초등학교 병풍도분교는 대한민국 전라남도 신안군에 있었던 공립 초등학교이다.

## 학교 연혁
- 1946년 12월 3일 설립인가
- 1947년 3월 2일 무안군 병풍도국민학교 개교
- 1963년 7월 31일 병풍도국민학교 기점분교 설립 인가
- 1965년 5월 10일 병풍도국민학교 화도분교 설립인가
- 1965년 10월 1일 기점분교장 개교
- 1966년 3월 1일 화도분교장 개교
- 일자미상 병풍도국민학교 소악분교 설립 인가
- 1966년 5월 10일 소악분교장 개교
- 1983년 2월 15일 화도분교 전증국민학교 이관
- 1984년 6월 4일 병설유치원 설립인가
- 1993년 9월 1일 증도국민학교 병풍도분교 격하 편입
- 1993년 9월 1일 기점분교장, 소악분교장 증도국민학교 이관
- 1996년 3월 1일 증도초등학교 병풍도분교 개칭
- 2020년 3월 1일 학생수 급감으로 인한 폐교 및 증도초등학교 통폐합[1]

## 참고 자료
- 증도초등학교병풍도분교장 - 한국교육학술정보원 학교알리미